# Enicospilus luzoni
Enicospilus luzoni là một loài tò vò trong họ Ichneumonidae.